# 铜川广播电视台
铜川广播电视台是中华人民共和国陕西省铜川市的市級廣播電視媒體。是台的前身為铜川人民廣播電台及铜川電視台，其中廣播服務開始提供於1980年10月1日，電視服務開始提供於1993年4月1日。二者後於2015年7月3日合併成立铜川廣播電視台。

## 历史沿革
铜川广播电视台的前身为铜川人民广播电台和铜川电视台。其中铜川人民广播电台于1959年5月1日首次建成播音，而这一天也被电台视为自己的创始日，当时的电台发射功率为0.5千瓦，频率1290千赫，1961年10月22日，其发射功率增至1千瓦，频率改为1050千赫。1963年9月5日，电台停止播送，后于1980年10月1日恢复播音:873。2009年5月1日，铜川人民广播电台开通第二条频率音乐交通广播，電台頻率為101.5兆赫，2010年1月18日，铜川人民广播电台与西安人民广播电台达成协议。西安台开始经营管理甫创立的铜川音乐交通广播:1072。1973年2月，铜川市在军台岭建成电视转播台，1984年12月起，铜川市府开始透过转播台对外播送自制的新闻节目，以籌備建立自己的電視台:874。1992年12月16日，铜川电视台成立，并于翌年4月1日正式开播:1074-1075，1997年，电视台在南山峁建造了发射塔系统，提高了电视信号的覆盖率，2001年10月20日，铜川电视台的第二条电视频道经济影视频道开播:1075。
2009年9月1日，铜川电视台与铜川人民广播电台皆迁入位于市区的新办公楼:1075，2015年7月3日，中共铜川市委决定二台合并，组建铜川广播电视台。

## 旗下资产
铜川廣播電視台為铜川市文化和旅游局直屬的正处级事業單位。有办公室、人力资源部、财务部、监审部、产业发展部、总编办、电视新闻部、新闻综合广播、音乐交通广播、通联部、专题部、评论部、文艺部、智慧铜川手机台、融媒体部、技术部、公园山转播台、军台岭发射台18個下属机构，并开办2條電視頻道與2條廣播頻率。此外，铜川廣播電視傳媒集團還擁有自己的微信公眾號、新浪微博、抖音号“瞳广快看”、行動應用程式「智慧铜川手机台」等新媒體平台。

### 电视频道
| 頻道名稱 | 语言   | 广播格式                    | 啟播時間       | 频道前身                                          | 備註 | 備註 |
| 综合频道 | 普通話 | SD: PAL 576i 16:9 HD: 1080i | 1993年4月1日   | 铜川电视台                                        | 铜川市第一个无线电视频道，以新聞、時事、專題類節目為主的综合性电视频道                                                                            |      |
| 公共频道 | 普通話 | SD: PAL 576i 16:9 HD: 1080i | 2001年10月20日 | 铜川电视台经济影视频道 铜川广播电视台文化娱乐频道 | 原为播出财经、科教、综艺娱乐、生活服务类节目的电视頻道:1076，现转型为以生活服务节目和铜川市下辖各县级行政区之自制电视節目為主的政策性综合電視頻道 |      |

### 广播频率
| 頻道名稱     | 语言   | 频道频率       | 啟播時間      | 频道前身         | 備註                                                                       |
| 综合广播     | 普通話 | FM103.7 AM1134 | 1980年10月1日 | 铜川人民广播电台 | 铜川市第一个广播频率，以新聞、時事、專題、公益、監督類節目為主的綜合頻率   |
| 音乐交通广播 | 普通話 | FM101.5        | 2009年5月1日  |                  | 主要為駕車人士服務的頻率，提供路況播報、生活資訊、服務以及音樂、娛樂類節目 |

## 節目
作为中共铜川市委、铜川市人民政府所属的市級廣播電視媒體，铜川广播电视台有資格組織編排製作廣播電視節目，并负责转播中央和省级广播、电视节目，以服務中國共產黨、中华人民共和国各級政府的政治宣傳。该台的广播频率以及电视频道也会分别轉播中央人民广播电台的《新聞和報紙摘要》、《全國新聞聯播》以及中国中央电视台的《新闻联播》等新聞節目。
在广播部门，电台的节目可以分为新闻、专题、服务及艺文等类别:1073，其中《铜川新闻联播》为电台最主要的自辦新聞欄目，其随电台而创立，曾名为《本站节目》、《自编节目》、《本站政治节目》、《政治节目》和《铜川新闻》:873-874，2009年5月1日起开始使用今名，而铜川广播电视台旗下的两条广播频率都会同步播送此节目:1072-1073。《音乐自由风》、《耳朵要出发》、《我的唱片街》以及主持人录播节目《校园风》等音乐综艺类节目则主要由音乐交通电台播送:1074。电台还自制了讲述了《唱支山歌給黨聽》的词作者姚筱舟一生的广播剧《初心之路》、记录中共中央總書記習近平作為知識青年上山下鄉生涯的文学联播《梁家河》。
在电视部门，《铜川新闻联播》是該台最主要的自辦電視新聞欄目，在电视台创立之前就已经开始播送:874，以報導在地新聞見長。此外，电视部门也自制部分专题类、文艺类等节目，其他节目则多为购入:1076-1077。